# Ángel Romero
Ángel Romero (Màlaga, 17 d'agost de 1946) és un guitarrista clàssic espanyol, director d'orquestra i membre anterior del quartet de guitarra Los Romeros. És el fill més jove de Celedonio Romero, qui el 1957 va deixar Espanya per anar a viure als Estats Units amb la seva família.
Romero va fer el seu debut professional a l'edat de sis anys. A l'edat de setze, al seu debut dels Estats Units, va aparèixer com el primer solista tocant la guitarra amb la Filharmònica de Los Angeles, interpretant el famós Concierto de Aranjuez de Joaquín Rodrigo a la seva estrena a la Costa Oest dels EUA. Ha estudiat direcció d'orquestra amb Eugene Ormandy, el director de l'Orquestra de Filadèlfia.
Ha actuat com a solista amb orquestres dels EUA, com la Filharmònica de Nova York, l'Orquestra de Cleveland, i a Europa la Royal Philharmonic Orchestra, i l'Orquestra Reial del Concertgebouw. També ha dirigit l'Orquestra Simfònica de Pittsburgh, l'Academy of St Martin in the Fields, el Royal Philharmonic Orchestra, l'Orquestra Simfònica NDR d'Alemanya i l'Orquestra Simfònica de Berlín, la Filharmònica de Pequín, la Filharmònica Euro-Àsia, la Simfònica de Xangai, la Filharmònica de Bogotà, la Chicago Sinfonietta, l'Orquestra de Baja Califòrnia, la Simfònica de Santa Bàrbara, la Simfònica de San Diego i l'Orquestra de Cambra de San Diego, entre d'altres. Alguns dels seus enregistraments han rebut molt bones crítiques, fets per Delos International, RCA Victor RCA Segell Vermell i RCA Victor Worldwide, Telarc i Angel/EMI.
L'11 de febrer de 2000 a l'Escola USC Thornton de Música, ell i els seus germans, Pepe Romero i Celin Romero, van presentar l'Orde d'Isabel la Catolica; la cerimònia va incloure un actuació pels Romero i l'Orquestra de Cambra Thornton.
El 2007 va ser honrat per la Recording Academy, productora dels Premis Grammy, amb el Premi de Mèrit del President.
També ha estat lligat a la indústria del cinema. El 1989 va interpretar la partitura de la pel·lícula The Milagro Beanfield War, que va dirigir Robert Redford. El 1994 va compondre i dirigir la partitura de Bienvenido-Welcome, una pel·lícula de Gabriele Retes, música que li va suposar guanyar l'ARIEL 1995 (el Premi de l'Acadèmia de Mèxic). També va interpertar i gravar la partitura de By the Sword, composta per Bill Conti, i va sortir a Blood In Blood Out, una pel·lícula de Taylor Hackford.

## Discografia
- Concierto de Aranjuez i Fantasia para un Gentilhombre
- A Touch of Class: Clàssics populars arranjats per a guitarra
- A Touch of Romance: temes espanyols i llatins arranjats per a guitarra
- Angel Romero Plays Bach: la música de Bach arranjada per a guitarra
- Granados: dotze danses espanyoles
- Concerts de Vivaldi amb l'Academy of St Martin in the Fields
- Remembering the Future
- Romero/Rodrigo – treballs per a guitarra
- Bella: The Incomparable Artistry of Angel Romero